# Поло мајица
Поло мајица, тениска мајица или голф мајица  је облик кошуље са крагном. Поло мајице су обично кратких рукава, али могу бити дугачке; користили су их поло играчи првобитно у Индији 1859. и у Великој Британији током 1920-их. 
Поло мајице су обично направљене од памука, или ређе од жерсеја, или од других влакана као што су свила, вуна, синтетичка влакна или мешавине природних и синтетичких влакана. Верзија кошуље дужине хаљине назива се поло хаљина. 

## Историја тениских мајици
У 19. и почетком 20. века, тенисери су обично носили „тениске беле“ које су се састојале од белих кошуља са дугим рукавима (које су се носиле са заврнутим рукавима), фланелских панталона и кравата.    Ова одећа је представљала проблеме за лакоћу игре и удобност. 
Рене Лакост, седмоструки Гренд слем шампион у тенису, сматрао је да је крута тениска одећа превише гломазна и неудобна.  Дизајнирао је белу кошуљу од памука кратких рукава са неуштирканом, равном, избоченом крагном; који је први пут носио на Отвореном првенству САД 1926.    
Почевши од 1927., Лакост је ставио амблем крокодила на леву груди своје кошуље, пошто је америчка штампа почела да га назива „Крокодил“, надимак који је прихватио.   
Lacoste-ов дизајн је ублажио проблеме које је створила традиционална тениска одећа:   
- кратки рукави са манжетама решили су склоност дугих рукава да се спусте
- кошуља треба да буде закопчана до врха
- крагна се могла носити подигнута да би заштитила кожу врата од сунца
- плетени памук је дисао и био је издржљивији
- "тениски реп" спречавао је да се мајица извуче из панталона или шортсева корисника

1933., након што се повукао из професионалног тениса, Лакост се удружио са Андреом Жилијеом, пријатељем који је био трговац одећом, како би пласирао ту кошуљу у Европи и Северној Америци.   Заједно су основали компанију Chemise Lacoste и почели да продају своје кошуље, које су укључивале мали извезени лого крокодила на левој груди. 

## Апликација за поло
До почетка 20. века, поло играчи су носили дебеле кошуље дугих рукава од оксфордског памука.   Ова кошуља је била прва са закопчаном крагном, коју су поло играчи измислили крајем 19. века да им крагне не би лепршале на ветру. Рани председник Brooks Brothers, Џон Брукс, приметио је ово на поло утакмици у Енглеској и почео да производи такву мајицу 1896.  Brooks Brothers и даље производи овај стил "поло мајице" на дугмад. 
1972. Ралф Лорен је тениску мајицу пласирао на тржиште као „поло мајицу“ као истакнути део своје оригиналне линије Поло, чиме је помогао да се њена већ распрострањена популарност продужи.  Иако није посебно дизајнирана за употребу од стране поло играча, Лоренина мајица је имитирала оно што је до тада постало уобичајена одећа за поло играче. Како је желео да одише извесном „WASPishness“ у својој одећи, у почетку је усвојио стил одеће као што су Brooks Brothers, J. Press и енглеска одећа у стилу „Savile Row“, он је истакнуто укључио ову одећу из „спорта краљева“ у његовој линији, препуна логотипа који подсећа на Лакостов амблем крокодила, који приказује играча поло и пони.

## Голф
Током друге половине 20. века, како је стандардна одећа у голфу постала лежернија, мајица је скоро универзално прихваћена као стандардна одећа за голф. Многи голф терени и сеоски клубови захтевају од играча да носе голф мајице као део њиховог кодекса облачења. Штавише, производња Lacoste-ове "тениске мајице" у различитим кројевима за голф резултирала је специфичним дизајном тениске мајице за голф, што је резултирало именом голф мајица.
Голф мајице се обично праве од полиестара, мешавине памука и полиестера или само памука. Нараменица обично држи три или четири дугмета, и стога се протеже ниже од типичног поло изреза. Крагна се обично производи од прошивеног двоструког слоја исте тканине која се користи за израду кошуље, за разлику од овратника поло мајице, који је обично једнослојни ребрасти плетени памук. Голф мајице често имају џеп на левој страни, првобитно дизајниран за држање малих предмета као што су табулатор и оловка.

## У Вијетнаму
Поло мајице, познате и као "áo thun có cổ" на вијетнамском, у Вијетнам су увели Французи почетком 20. века. У почетку, поло мајице су носили виши слојеви и спортисти. Постепено су поло мајице постале популарне и широко прихваћене од свих друштвених класа. Многе вијетнамске компаније и предузећа бирају поло мајице као униформе својих запослених. Вијетнамско тржиште поло мајици на платформама за е-трговину достигло је 9,2 милијарде ВНД у току 2023., што је смањење од 19,3% у односу на претходни квартал. Поло мајице чине око 20% вијетнамског тржишта мајица, што је еквивалентно 1,84 милијарде ВНД. Вијетнам је 2023. извозио поло мајице свих врста у вредности од 3,2 милијарде долара.